# Sphecodes persimilis
Sphecodes persimilis là một loài Hymenoptera trong họ Halictidae. Loài này được Lovell & Cockerell mô tả khoa học năm 1907.